# Arceau
Arceau é uma comuna francesa na região administrativa da Borgonha-Franco-Condado, no departamento de Côte-d'Or. Estende-se por uma área de 21,92 km². Em 2010 a comuna tinha 944 habitantes (densidade: 43,1 hab./km²).